# Paraliparis anthracinus
Paraliparis anthracinus is een straalvinnige vissensoort uit de familie van snotolven (Cyclopteridae). De wetenschappelijke naam van de soort is voor het eerst geldig gepubliceerd in 2001 door Stein, Chernova & Andriashev.